# Christopher DeFaria
Christopher DeFaria est un producteur de cinéma américain né le 20 mai 1959 à San Francisco en Californie. Il est actuellement le directeur de DreamWorks SKG.

## Filmographie

### Films
- 1992 : Amityville 1993 : Votre heure a sonné'
- 1993 : Amityville : Darkforce
- 1995 : Live Nude Girls
- 1996 : Tremors 2 : Les Dents de la Terre
- 1997 : Addicted to Love
- 1997 : L'Associé du diable
- 1998 : Meurtre parfait
- 1999 : Wild Wild West
- 2001 : Comme chiens et chats
- 2003 : Les Looney Tunes passent à l'action
- 2006 : Happy Feet
- 2006 : 300
- 2007 : Harry Potter et l'Ordre du phénix
- 2009 : Watchmen : Les Gardiens
- 2009 : Max et les Maximonstres
- 2010 : Le Royaume de Ga'hoole
- 2011 : Sucker Punch
- 2011 : Happy Feet 2
- 2013 : Gravity
- 2015 : Mad Max: Fury Road
- 2018 : Ready Player One
- 2019 : La Grande Aventure Lego 2
- 2023 : Coyote vs. Acme de Dave Green

### Téléfilms
- 1989 : Amityville 4
- 1989 : Double Your Pleasure
- 1990 : Jury Duty
- 1990 : Le Choix du cœur
- 1990 : Elle a dit non
- 1990 : Une maman pour Noël
- 1991 : La Force de vaincre
- 1991 : Au cœur du rapt
- 1991 : L'Amour avant tout
- 1992 : Relation dangereuse
- 1993 : L'Enfant miracle